# Voices of Transgression
Voices Of Transgression es un disco recopilatorio de la banda alemana de Thrash Metal, Kreator. Fue lanzado en 1999 por G.U.N. Records. Compilado por Mille Petrozza, incluye sólo las canciones de los álbumes de la banda grabados en los años 90 y cuenta con tres canciones inéditas: "Inferno", "As We Watch the West" y "Lucretia (My Reflection)", que fue originalmente escrito e interpretado por The Sisters of Mercy.

## Canciones
1. "Lucretia (My Reflection)" (The Sisters of Mercy cover) – 5:23
2. "Chosen Few" (de Endorama) – 4:31
3. "Isolation" (Editada) (de "Isolation") – 4:15
4. "Leave This World Behind" (de Outcast) – 3:30
5. "Golden Age" (de Endorama) – 4:51
6. "Bomb Threat" (de Cause for Conflict) – 1:47
7. "Phobia" (de Outcast) – 3:22
8. "Whatever It May Take" (de Outcast) – 3:49
9. "Renewal" (de Renewal) – 4:40
10. "Lost" (de Cause for Conflict) – 3:34
11. "Hate Inside Your Head" (de Cause for Conflict) – 3:40
12. "Inferno" (inédito) – 2:28
13. "Outcast" (de Outcast) – 4:52
14. "State Oppression" (Raw Power cover) (de Cause for Conflict) – 1:38
15. "Endorama" (de Endorama) – 3:21
16. "Black Sunrise" (de Outcast) – 4:31
17. "As We Watch the West" – 4:57